# John Edward Harriott
John Edward Harriott (Londres, 1787 – 7 de fevereiro de 1866) foi um comerciante de peles que trabalhou para a Hudson's Bay Company. 
Um londrino que começou a negociar com a idade de 17 anos, Harriott foi um dedicado e próspero trabalhador. Ele subiu nos postos da empresa até atingir a posição de  chefia no distrito de Saskatchewan. Aposentou-se em 1855 depois de uma carreira de aproximadamente quarenta anos.